# Pierre Morel (grammairien)
Pour les articles homonymes, voir Pierre Morel et Morel.
Pierre Morel, né en 1723 à Lyon, où il est mort le 11 mai 1812, est un grammairien français.

## Biographie
Morel naquit dans une famille honorable mais peu fortunée l’ainé de trois frères, dont l’architecte paysagiste Jean-Marie Morel et, quoique leur père fût chargé d’une nombreuse famille, tous reçurent une honnête éducation. Après avoir achevé ses études classiques, sentant de bonne heure la nécessité de se créer des ressources par le travail, il se rendit à Paris pour y perfectionner son éducation par l’usage du monde et passa un grand nombre d’années dans la capitale, sans embrasser aucune profession.
Né sans ambition, et vivant au sein de sa famille, une circonstance décida de son gout et fixa le choix de ses études alors qu’il était allé passer quelque temps dans la capitale. Admis dans l’intimité d’une dame respectable, le hasard le rendit plusieurs fois témoin des leçons qu’un maitre de grammaire venait y donner à ses enfants. Mécontent des règles et des explications du professeur, il trouva que sa méthode était plus propre à fausser l’esprit de ses élèves qu’à rectifier les erreurs de leur jugement et ne put s’empêcher de faire connaître ce qu’il y avait de vicieux dans les unes et dans les autres. Ayant consenti à la prière de son amie de diriger lui-même cette partie de l’instruction de ses filles, il ouvrit les grammaires, consulta Duclos, Girard et Dumarsais et fit une étude approfondie des principes et des règles de la langue française pour remplir cette tâche. Il n’y trouva pas dans leurs livres la clarté indispensable à l’instruction de la jeunesse. Il travailla d’après les grands maîtres ; il développa leurs principes, consulta l’analogie et l’étymologie. surnommé « le grammairien », Il ajouta aux travaux de ses prédécesseurs, et devint le Dumarsais de Lyon. Comme lui, il examina les mots comme signes des idées et, formant la proposition par leur assemblage, il montra ensuite comment leur enchaînement constitue la période. Il établit un point de contact entre la grammaire et la logique, puis expliqua la nature des différentes propositions, dont les unes sont absolues ou relatives, les autres, principales ou subordonnées. Il réduisit, comme Girard, à sept parties, toutes celles dont la phrase peut se composer; savoir : le sujet, l’attribut, l’objet, le circonstanciel, le régime indirect, la conjonction et l’adjoint. Il prouva que la connaissance des parties élémentaires est insuffisante, si l’on ignore celles de la phrase, qui apprennent à distinguer les différents sens qu’elle présente, et la ponctuation qui les fait remarquer dans l’écriture.
Le frère cadet de Morel, l’architecte-paysagiste Jean-Marie, alors attaché à S. A. royale le prince de Conti en qualité d’intendant-général des bâtiments, obtint pour lui la place de juge dans une des principales terres de ce prince, au moyen de laquelle il aurait pu vivre dans une grande aisance mais, malgré les sollicitations pressantes de sa famille, il la refusa par délicatesse, déclarant qu’il n’avait pas les connaissances nécessaires pour la bien remplir et craignant que dans l’exercice de ses fonctions, sa conscience ne fût trop souvent aux prises avec les sentiments de reconnaissance qu’il aurait dus à ce prince.
De retour à Lyon, il accepta l’emploi peu lucratif de juge à l’élection et partagea dès lors son temps entre ses devoirs, la culture des lettres et les soins qu’il donnait à sa famille. Pendant la Terreur, il fut arrêté par méprise pour son frère Bonaventure, mais il se garda de détromper les émissaires du comité, et se laissa conduire en prison, pour donner à son frère le temps de se mettre à l’abri de nouvelles recherches.
Quoiqu’il n’eût rien fait pour sa réputation, Morel n’en était pas moins connu d’une manière avantageuse, et l’Institut, peu de temps après son organisation, se l’associa dans la classe des lettres. On doit encore à Morel un Essai sur les voix de la langue française, traité qui apprend à connaître la véritable valeur des voyelles. Morel y distingue la quantité prosodique de l’accent prosodique, c’est-à-dire, le temps de la durée de la voix, d’avec la qualité du son qu’elle fait entendre. Il compare les sons de la voix aux tons principaux de la gamme. Ce traité, a dit le secrétaire de l’Institut, ce traité, où l’esprit de système n’a aucune part, contient ce que la grammaire de Port-Royal, ce que d’Olivet, Froment et Beauzée offrent de plus intéressant et de plus vrai sur cette matière. « Morel, ajoute-t-il, a reculé les bornes de la science, et ne s’est pas douté qu’il lui eût fait faire un pas. Le mérite seul ignore les droits qu’il peut avoir à l’estime publique, et Morel a connu à peine les siens, lorsqu’il a mis au jour le résultat de sa longue expérience. »
Morel s’était d’abord fait connaître par son traité de la Concordance du participe dédié à Mme de La Villardière qui avait été son écolière, et où il distingue du supin, quoiqu’ils se ressemblent quant au matériel, mais en reconnaissant que ce dernier est invariable. Morel distingue les cas où le participe prétérit doit s’accorder avec le sujet, de ceux où il doit être en concordance avec l’objet quand celui-ci le précède, et il établit pour règle qu’il reste sans accord, lorsque le régime direct du participe est après. Il rapporte tous les exemples à cette règle, quelle que soit la nature du verbe ou de la proposition, sans en excepter, comme le prétendent quelques grammairiens, les cas où l’adjectif suit le participe, comme dans les exemples : « je l’ai crue morte ; elle s’est faite religieuse », il ne voit aucun motif pour faire une exception au principe fondamental.
Morel fit imprimer, à plus de quatre-vingts ans, son Essai sur les voyelles, dont l’institut national a rendu un compte avantageux. Ses trois principaux ouvrages se trouvent réunis dans un volume in-8°, imprimé à Paris chez Le Normant, en 1804. Il a également communiqué des remarques importantes pour la nouvelle édition du Dictionnaire de l'Académie française, fourni un grand nombre d’articles au Journal de la Langue Françoise de Domergue, et a lu à l’Académie de Lyon dont il était membre, et où il assistait régulièrement malgré son grand âge, plusieurs Dissertations remarquées par la netteté des idées et par la clarté du style sur des questions de philologie. Ses trois ouvrages ont été réunis en un volume in-8°, Paris, 1804.
Timide, Morel avait, malgré son instruction et ses habitudes littéraires, beaucoup de peine à trouver les mots nécessaires à l’expression de ses pensées. Bon frère et bon ami, il se fit chérir par l’aménité de son caractère et par la pratique de toutes les vertus, et parvint à l’âge très avancé de quatre-vingt-neuf ans, sans éprouver aucune des infirmités de la vieillesse.

## Publications
- Essai sur les voix de la langue française, et recherches sur l’accent prosodique des voyelles.
- Traité de la concordance du participe prétérit.
- Traité ou Examen analytique de la période et de ses parties constitutives.

## Sources
- Louis-Gabriel Michaud et Joseph-François Michaud, Biographie universelle ancienne et moderne, vol. 29, Paris, Madame C. Desplaces, 1851, p. 275-76.
- Étienne Molard, « Notice sur Pierre Morel », Archives du département du Rhône, t. 1, p. 330.
- Michel Le Guern et Dominique Saint-Pierre (dir.), « Morel, Jean-Pierre », dans Dictionnaire historique des Académiciens de Lyon : 1700-2016, Lyon, éd. ASBLA de Lyon, 2017 (ISBN 978-2-9559-4330-4, présentation en ligne), p. 917-918.